# Fanny Simonsen
Francoise „Fanny“ Simonsen (* 1835; † 19. September 1896 in Melbourne) war eine australische Sängerin (Sopran) und Musikpädagogin.
Simonsen debütierte in Melbourne 1865 in einem Konzert mit ihren Ehemann, dem Geiger Martin Simonsen. Nach einer einjährigen Konzerttournee trat sie mit William Saurin Lysters Operntruppe und Armes Beaumont im Wechsel mit Lucy Escott und Henry Squires in Giacomo Meyerbeers Oper L’Africaine auf. In den nächsten Jahren trat sie in Opern wie Lucia di Lammermoor, La sonnambula, Les Huguenots und Faust auf. 1871 spielte sie in Melbourne sehr erfolgreich die Titelrolle in Jacques Offenbachs Die Großherzogin von Gerolstein.
1873 ging sie nach Italien und kehrte 1877 mit der eigenen Simonsen Opera Company nach Melbourne zurück, wo sie die Saison in der St. George's Hall mit Aimé Maillarts The Hermit's Bell eröffnete. In den nächsten Jahren brachte sie mit ihrer Company mehr als 70 Opernproduktionen auf die Bühne, darunter La Fille de madame Angot von Charles Lecocq, Norma von Vincenzo Bellini, Il trovatore von Giuseppe Verdi und Le prophète von Meyerbeer.
1884 zog sich Simonsen von der Bühne zurück und widmete sich der Lehrtätigkeit. Die Simonsens hatten elf Kinder, von denen mehrere ebenfalls als Sänger bekannt wurden, darunter Frances Saville (Francoise Martina Simonsen), Leonore Simonsen und Jules Simonsen. In der nächsten Generation wurde Frances Alda, eine Tochter von Leonore Simonsen, eine erfolgreiche Sängerin.